# 浅利英明
浅利 英明（あさり ひであき、1985年10月21日 - ）は日本中央競馬会 (JRA) ・美浦トレーニングセンターに所属している調教師。元調教助手。

## 来歴
競馬に興味を持ったきっかけはスペシャルウィークとグラスワンダーの宝塚記念を見て、最初は騎手になりたいと思ったが、騎手にはなれず調教師を目指す。
2004年4月に北海道浦河町の軽種馬育成調教センター（BTC）の育成調教技術者養成研修の第22期生として入講。研修修了後の2005年4月に千歳市にある社台ファームに入社した。
2009年7月、JRA競馬学校厩務員課程に入学する。
2013年2月に美浦・栗田博憲厩舎所属の調教助手となり、2014年4月には美浦・加藤征弘厩舎所属の調教助手となる。加藤征厩舎では2018年フェブラリーSなどを制覇したノンコノユメの調教をつけていた。
2023年12月、調教師試験に合格。2024年1月1日付で調教師免許が発効された後は技術調教師として活動後、2025年3月5日付で厩舎を新規開業した。
2025年3月15日、中山4Rで管理するミスパナギアが厩舎の初陣を飾りるが結果は14着。

## 調教師成績
|            | 日付          | 競馬場・開催 | 競走名         | 馬名               | 頭数 | 人気 | 着順 |
| ---------- | ------------- | ------------ | -------------- | ------------------ | ---- | ---- | ---- |
| 初出走     | 2025年3月15日 | 2回中山5日4R | 3歳未勝利      | ミスパナギア       | 16頭 | 11   | 14着 |
| 初勝利     | 2025年4月6日  | 3回中山4日8R | 4歳上1勝クラス | ビジューブリランテ | 13頭 | 6    | 1着  |
| 重賞初出走 |               |              |                |                    |      |      |      |
| 重賞初勝利 |               |              |                |                    |      |      |      |
| GI初出走   |               |              |                |                    |      |      |      |
| GI初勝利   |               |              |                |                    |      |      |      |